# La Huerce
La Huerce es un municipio y localidad española de la provincia de Guadalajara, en la comunidad autónoma de Castilla-La Mancha. El término municipal tiene una población de 55 habitantes (INE 2024).

## Geografía

Extensión del término municipal dentro de la provincia de Guadalajara

La localidad está situada «en una gran cuesta de peña viva, con exposición al sur». Se encuentra a una altitud de 1257 m sobre el nivel del mar.
| Noroeste: Galve de Sorbe       | Norte: Galve de Sorbe | Noreste: Condemios de Arriba   |
| Oeste: Valverde de los Arroyos |                       | Este: El Ordial                |
| Suroeste: Tamajón              | Sur: El Ordial        | Sureste: Arroyo de las Fraguas |

La Huerce se encuentra en la zona de influencia de la arquitectura negra en la Sierra Norte de Guadalajara, al pie del Mojón Cimero y con vista a la cara este del pico Ocejón. Rodean al pueblo innumerables regueras y arroyos, encinares, bosques de roble, pino negro y estepa.

## Historia
Hacia mediados del siglo XIX, el lugar tenía contabilizada una población de 146 habitantes. La localidad aparece descrita en el noveno volumen del Diccionario geográfico-estadístico-histórico de España y sus posesiones de Ultramar de Pascual Madoz de la siguiente manera:

HUERCE (la): l. con ayunt. que lo forma con las ald. de Umbrialejo y Valdepinillos, en la prov. de Guadalajara (11 leg.), part. jud. de Atienza (5), aud. terr. de Madrid (18), c. g. de Castilla la Nueva, dióc. de Sigüenza (9): sit. en una gran cuesta de peña viva, con esposicion al S., le combaten los vientos de esta direccion, y los del N., goza de clima sano y las enfermedades mas comunes son las agudas; tiene 45 casas, la consistorial con habitacion para cárcel; escuela de instruccion primaria frecuentada por 12 alumnos; una igl. parr. (San Sebastian), matriz de la de Valdepinillos, servida por un cura cuya plaza es de primer ascenso y de provision real y ordinaria; el cementerio público se halla al SO. de la pobl., la que se surte de aguas potables de un arroyuelo que pasa muy inmediato á las casas. térm.: confína N. Valdepinillos y Condemios de Arriba; E. el Ordial y Aldeanueva; S. Umbrialejo, y O. Zarzuelilla: el terreno quebrado en lo general, es de mediana calidad y la mayor parte de secano, regándose lo poco que disfruta de este beneficio, con el mencionado arroyo, pues aunque atraviesa el térm. el r. Sorbe, al que cruzan 2 puentes uno de piedra y otro de madera, no se aprovechan sus aguas para el riego: hay un monte poblado de encina y brezo, un plantío de álamos, un pequeño prado para el ganado de labor, y varios de propiedad particular: en los que se dan yerbas de dalla. caminos: los que dirigen á los pueblos limítrofes, de herradura y en mal estado, por la escabrosidad del terreno. correo: se recibe y despacha en la estafeta de Cogolludo por cualquier vecino de los que concurren al mercado. prod.: centeno, patatas, judias, verduras, cerezas, guindas, nueces y peras, leñas de combustible y yerbas de pastos, con las que se mantiene ganado lanar, cabrio, vacuno y de cerda; hay caza de perdices y conejos, no faltan lobos y zorras; en el Sorbe se crian esquisitas truchas y barbos. ind.: la agrícola, 2 molinos harineros, igual número de batanes y varios telares de lienzos ordinarios de cáñamo, paños bastos y sayales. comercio: esportacion de algun ganado, lana y paños, é importacion de los art. de consumo que faltan. pobl.: 42 vec., 146 alm. presupuesto municipal: 800 rs. , se cubre por reparto entre los vecinos.
(Madoz, 1847, p. 292)

## Demografía
La Huerce cuenta con una población de 55 habitantes (INE 2024).
| Gráfica de evolución demográfica de La Huerce entre 1842 y 2021 |
| |
| Población de derecho según los censos de población del INE Población de hecho según los censos de población del INEEntre el censo de 1857 y el anterior, crece el término del municipio porque incorpora a Umbralejo y Valdepinillos |